# Route nationale 1 (Grèce)
Pour les articles homonymes, voir Route nationale 1 et EO1.
La route nationale 1 (en grec moderne : Εθνική Οδός 1, en abrégé EO1) est l'ancienne route à chaussée unique reliant Athènes à Thessalonique et Évzoni, le poste frontière entre la Grèce et la Macédoine du Nord.

## Description
La route nationale 1 (route EO1), également connue sous le nom d'ancienne route nationale Athènes–Thessalonique (P.EO.), est une voie express en Grèce. Elle reçut sa numérotation en 1963. Elle mesurait 605 km de long. Elle a été largement remplacée par la route nationale 1a (N.E.O) et plus tard par l'autoroute A1 (A.T.E.).
Toutefois l'EO1 continue de longer la majeure partie de l'A1 pour le trafic non autoroutier.

## Tracé
| Km     | Agglomérations | Carte interactive |
| ------ | -------------- | ----------------- |
| 0 km   | Décélie        |                   |
|        | Atalánti       |                   |
|        | Kaména Voúrla  |                   |
|        | Thermopyles    |                   |
| 199km  | Lamia          |                   |
|        | Stylída        |                   |
|        | Almyrós        |                   |
|        | Velestíno      |                   |
| 317 km | Larissa        |                   |
|        | Tempé          |                   |
|        | Kateríni       |                   |
| 472 km | Alexándria     |                   |
|        | Chalkidóna     |                   |
|        | Géfyra         |                   |
|        | Polýkastro     |                   |
| 605 km | Évzoni         |                   |

## Galerie

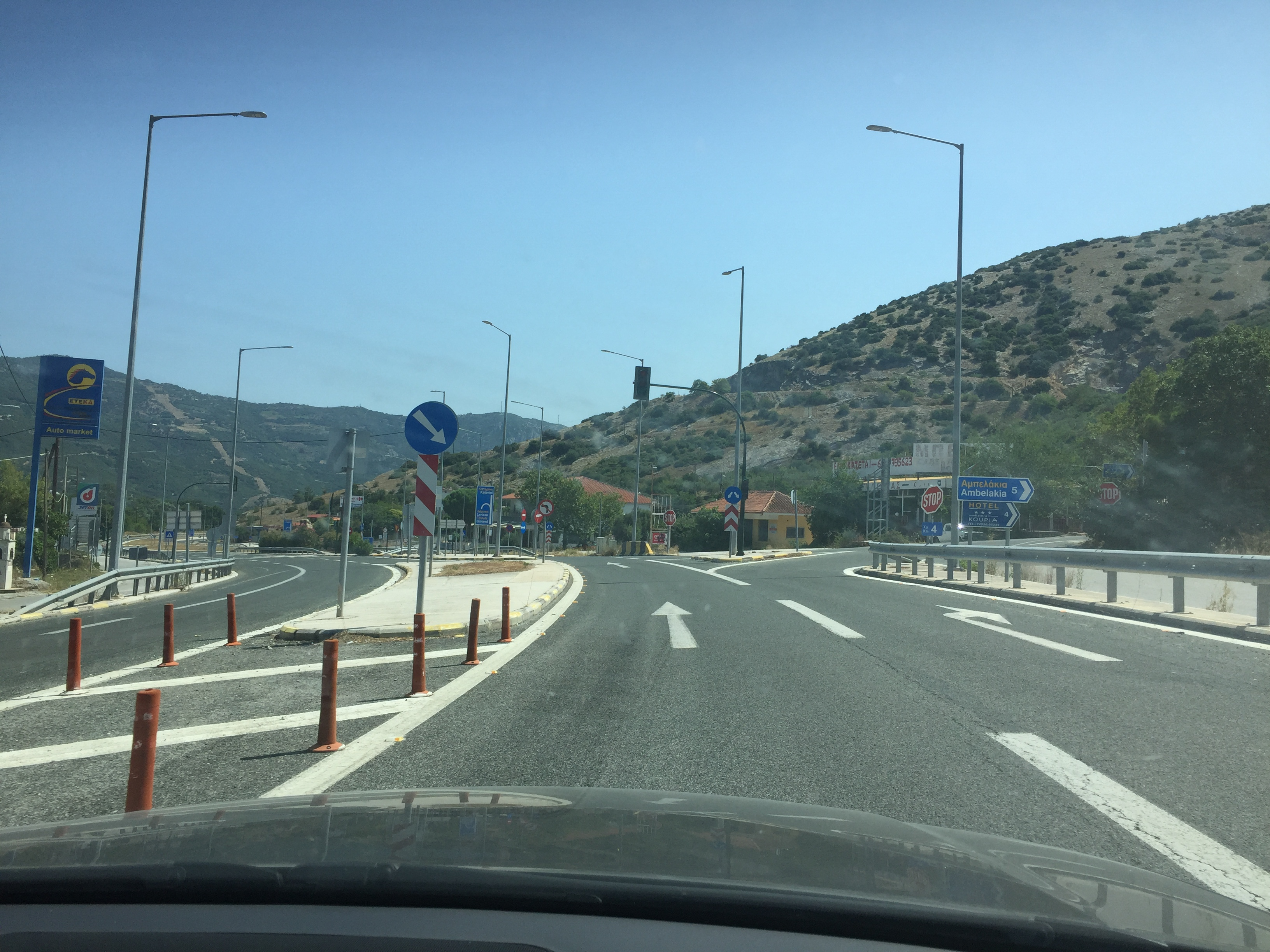
La A1 à Tempé.
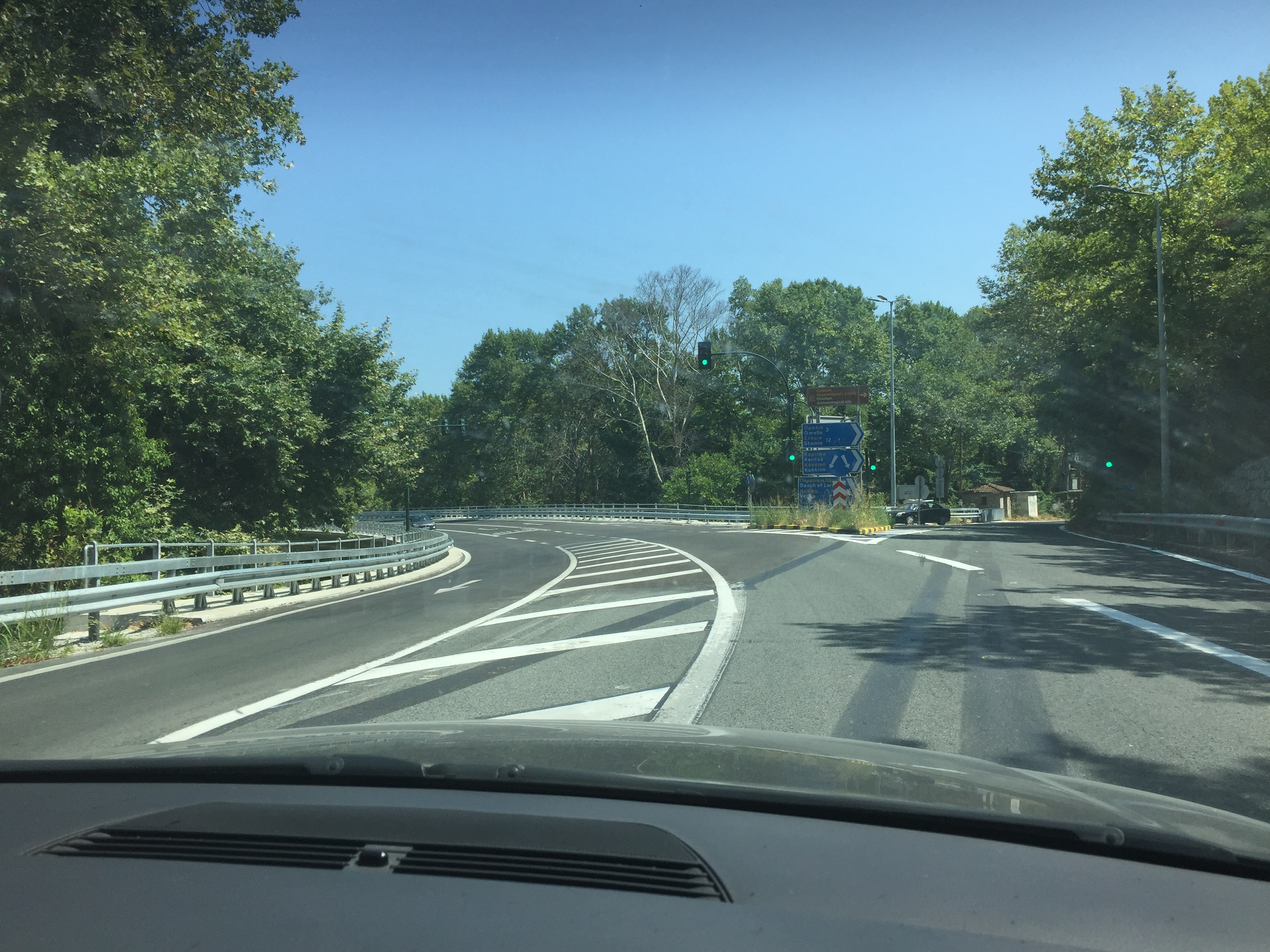
La A1 à Omólio.
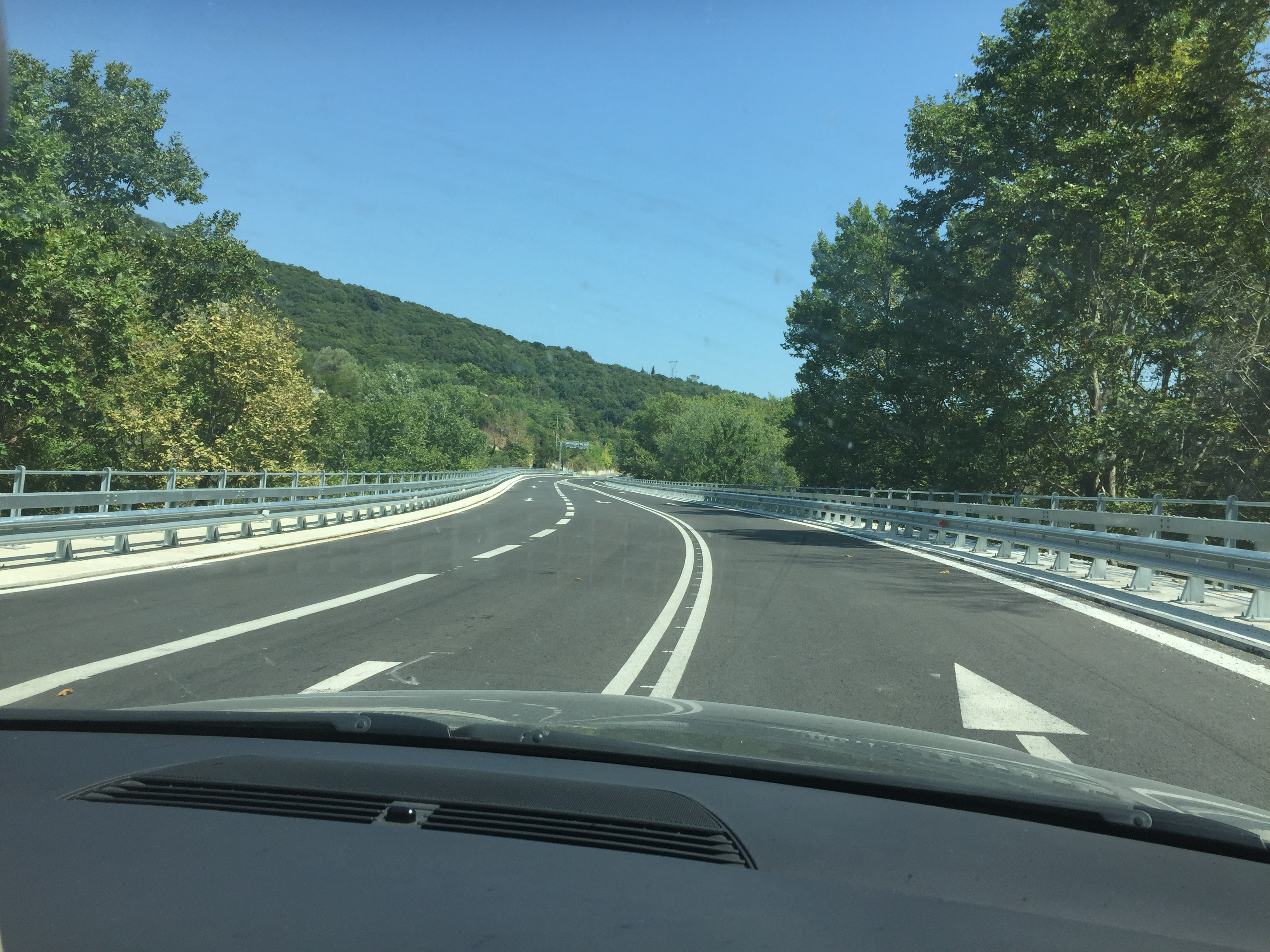
Pont du Pénée.